# Pont Vell de la Pobla de Lillet
El Pont Vell de la Pobla de Lillet, també conegut com a Pont Gran, és un pont medieval sobre el riu Llobregat al nucli urbà de la Pobla de Lillet (Berguedà).

## Descripció
Pont gòtic, d'esquena d'ase, format per un sol arc apuntat que reposa sobre pilars de secció quadrangular. La morfologia de l'arc i la barana denoten que es tracta d'una construcció gòtica, tot i que la diferència de diversos paraments permeten un estudi de les diverses fases constructives. Els pilars del pont presenten a la base un aparell de carreus escairats i ben treballats, característics de l'època romana. El pilar esquerre està fet amb carreus de considerables proporcions i el dret, amb carreus més petits, reposa en el mur de contenció. Inicialment era de dos arcs, però amb la construcció d'un mur al vessant dret del riu es va desmantellar, i l'arcada que resta dempeus era la petita. La volta de l'arc és feta amb carreus a plec de llibre i enllosat superior. El paviment és de còdols, amb pendent cap ambdues bandes, més pronunciat pel costat nord, tot i que és gradual gràcies a una sèrie de graons fets amb pedres més grans. Aquest costat de tramuntana desemboca en una escala (que forma angle amb el pont) que permet l'accés des del nivell de la carretera actual; aquesta és una actuació de la primera dècada del segle xx. El Pont Vell salva el desnivell entre el barri del Regatell (a un nivell superior) i la carretera de Berga a Ripoll.

## Història

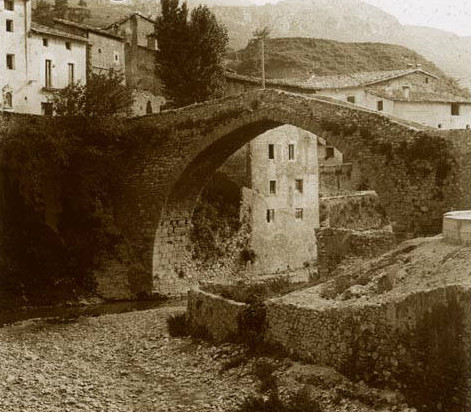
El Pont Vell de la Pobla en una imatge d'entre 1912 i 1924

Fou construït al segle xiv, probablement aprofitant els fonaments d'un pont anterior d'època romana, ja que el Pont es troba en una situació estratègica, situat en una cruïlla de camins entre el Llobregat i el Ter (vies naturals de penetració), i des d'on parteixen diverses vies de comunicació antigues. L'any 1339 es tenen notícies de deixes testamentaries i donacions a favor de l'obra del pont, entre les quals cal destacar: Roger de Pallars, Guillem de Pujol, procurador de Roger Bernat de Pallars, i als mateixos prohoms de la Pobla.
A finals del segle xviii o principis del XIX trobem una tercera fase constructiva, a la qual pertany la morfologia que s'ha conservat fins als nostres dies sense grans canvis. El paviment actual, així com l'enlluït de les baranes i l'escala al costat nord, són de factura moderna. Pel que fa a l'escala, es va construir arran de la construcció de l'actual carretera.